# Izvor (Drugovo)
Izvor (macedónul: Извор) település Észak-Macedóniában, a Délnyugati körzet Kicsevói járásában, 2013-ig a Drugovói járás része volt, ami teljes egészében beolvadt a Kicsevói járásba.

## Népesség
| Lakosok száma | 55   | 95   | 163  | 132  | 93   | 57   | 52   | 49   | 11   |
|               | 1948 | 1953 | 1961 | 1971 | 1981 | 1991 | 1994 | 2002 | 2021 |

2002-ben 49 lakosa volt, akik közül 48 macedón és 1 szerb.